# I Munjol
I Munjol (hangul: 이문열, handzsa: 李文烈, RR: Lee Mun-yeol; népszerű átírással: Yi Mun-yol; Szöul, 1948. május 18.–) dél-koreai író. Az egyike a legismertebb és legtöbbet olvasott koreai íróknak. Regényeit és elbeszéléseit a WorldCat adatbázis szerint 11 nyelvre fordították le.

## Élete
I Munjol (Yi Mun-yol) közvetlenül a koreai háború kirobbanását megelőzően született. Édesapja 1951-ben Észak-Koreába távozott. Ez meghatározta az író fiatalságát. A család folyamatos rendőri ellenőrzés alatt állt, és iskolai előrehaladását is megnehezítette. A középiskolát Andongban végezte, majd 1968-ban felvették a Szöuli Állami Egyetemre. Anyagi nehézségek miatt 1970-ben az egyetemi tanulmányainak megszakítására kényszerült és hivatalnokként próbált elhelyezkedni. 1973-ban bevonult katonának. Írói pályája 1979-ben kezdődött, amikor az Ember fia című novellájával elnyerte a Today's Writer Award díjat.
1994 és 1997 között a Szedzsong (Sejong) Egyetem, 2009-től a Hanguk Egyetem professzora.

## Főbb művei
Legismertebb az 1987-ben megjelent regénye, a Torz hősünk. Ezt a művet 8 nyelvre fordították le, köztük magyarra is.

### Magyarul
- Yi, Mun-yol. Torz hősünk, fordította: Osváth Gábor és Kim Heung-sick, Budapest: Pont kiadó. ISBN 9786155500237[5] (2016)

### Angol fordításban
- Hail to the Emperor! (Pace International Research, 1986)[6]
- An Appointment with My Brother (Jimoondang, 1994)[7]
- The Poet (The Harvill, 1995)[8]
- Our Twisted Hero (Hyperion, 2001)[9]
- Pilon's Pig (ASIA Publishers, 2013)[10]